# Деміург
Деміург (грец. δημιονργός — «майстер, ремісник») — у Стародавній Греції майстер, вільний ремісник, пізніше назва стану ремісників.
Деміургами називали ремісничі й торгові кола населення, які протиставлялись іншим прошаркам — землевласницькій знаті — евпатридам — і землеробам — геоморам, а також особам вільних професій — лікарям, поетам, акторам тощо.

## У науці та мистецтві
У давньогрецькій міфології та міфології народів світу термін вживається для позначення — творця всього сущого, всесвіту загалом. Термін «деміург» використовується у багатьох філософських вченнях, фокусуючись переважно на творчій силі деміурга. У християнському богослів'ї деміург — бог-творець. Може також вживатись у непрямому значенні для позначення творчої сили, творця, автора чого-небудь тощо.

### Деміург у міфології
У багатьох міфологічних системах народів світу деміург зливається з образом небесного бога-творця, що відрізняється космічними масштабами діяльності, творить не тільки окремі об'єкти, елементи всесвіту, а й космос в цілому, і не тільки шляхом виготовлення, але й за допомогою магічних перетворень, словесною назвою предметів й іншими способами. Також часто деміург — помічник верховного божества у процесі творення всього сущого.
Роль деміурга у міфологіях світу зближується з роллю культурного героя, а в архаїчних міфологіях узагалі замикається на одному герої, що добуває предмети, які раніше вже існували, але видалені, приховані тощо, як ото Мауї — основний персонаж гавайської міфології виловлює з праокеану сонце, місяць, зірки, суходіл — острови, а тоді й побутові предмети (човна, рибальський гачок тощо). Утім, у літературі термін «деміург» заведено вживати для позначення міфологічного персонажа, наділеного лише функціями творення космічних об'єктів, природи, на відміну від культурного героя, що творить переважно культурні об'єкти.

### Деміург у філософських вченнях
В ідеалістичній філософії Платона та у вченнях неоплатоніків деміург — ідеальний першопочаток, творець всесвіту; одне з визначень божественної сили. У пізнішому гностицизмі деміург — недосконалий дух-творець світу, «злий» початок, на відміну від Бога, «доброго» початку. У деїзмі XVII—XVIII століть, що намагався поєднати релігію з наукою, Деміург (Бог) створив світ і дав йому першозакони, але після цього в мирські справи не втручається.

### Деміурги у літературі
З середини XX століття деміурги (у множині) стають однією з наскрізних фігур філософсько-гумористичної фантастики. Першим їх увів до цього контексту, ймовірно, Станіслав Лем, створивши цикл романів-притч, в яких головними дійовими особами виступають інженери-філософи Трурль і Клапауцій, основна діяльність яких полягає у спробах створити досконалий світ, населення якого буде щасливим. Деміурги Лема — це типові гностичні деміурги — недосконалі, такі, що весь час сваряться і часто піддаються критиці з боку своїх же творінь. Починаючи з Трурля і Кляпавція, стандартною в гумористичній фантастиці стала пара деміургів, що різняться за своїми ролями у творчому процесі (можливо, є зв'язок зі старішими фігурами Чорного і Рудого клоунів).
У радянській фантастиці образ Деміурга зустрічається у романі братів Стругацьких «Обтяжені злом, або Сорок років по тому».